# Cattedrale di San Giovanni Battista (Prešov)
La cattedrale di San Giovanni Battista (in slovacco: Katedrála Svätého Jána Krstiteľa) è una cattedrale greco-cattolica, sede dell'Arcieparchia di Prešov e la chiesa metropolitana della Provincia slovacca greco-cattolica. Vi sono sepolti i vescovi e martiri Pavol Peter Gojdič e Vasiľ Hopko. Nella cattedrale è presente anche la copia della Sindone di Torino.